# روز جهانی اقیانوس‌ها

روز جهانی اقیانوس‌ها یک رویداد سالانه است که در ۸ ژوئن، برگزار می‌شود. این روز توسط یونسکو نامگذاری شده است.

## شعار
در سال ۲۰۱۳ شعار باهم توان حفاظت از اقیانوس‌ها را داریم برای این روز انتخاب شد.